# Laura Van den Bruel
Laura Van den Bruel (* 1995 in Morkhoven, Belgien) ist eine belgische Sängerin flämischer Herkunft, die unter ihren Künstlernamen Airis und Iris bekannt wurde und beim belgischen Plattenlabel SonicAngel Praga Khans unter Vertrag steht.

## Leben und Wirken
Ihren ersten Hit hatte sie mit dem Lied Wonderful als Airis, mit welchem sie für fünf Wochen in den belgischen Charts in Flandern war. Die Höchstplatzierung des Liedes war Platz 28.
Van den Bruel lebt in Noorderwijk.

## Eurovision Song Contest
Am 18. November 2011 wurde vom Vlaamse Radio- en Televisieomroep (VRT) bekanntgegeben, dass sie unter dem Künstlernamen Iris Belgien beim Eurovision Song Contest 2012 vertreten dürfe. Sie trat im ersten Halbfinale mit dem Song Would you? an, der eine Zuschauerabstimmung beim flämischen Sender Eén mit 53 Prozent gewann. Sie konnte sich allerdings nicht für das Finale qualifizieren.

## Diskografie
Alben
- 2012: Seventeen (als Iris)

Singles
- 2011: Wonderful
- 2012: Would You (als Iris)
- 2012: Welcome to My World (als Iris)
- 2013: Tomorrow I’ll Be OK
- 2014: Lost for One Day